# Drakendans

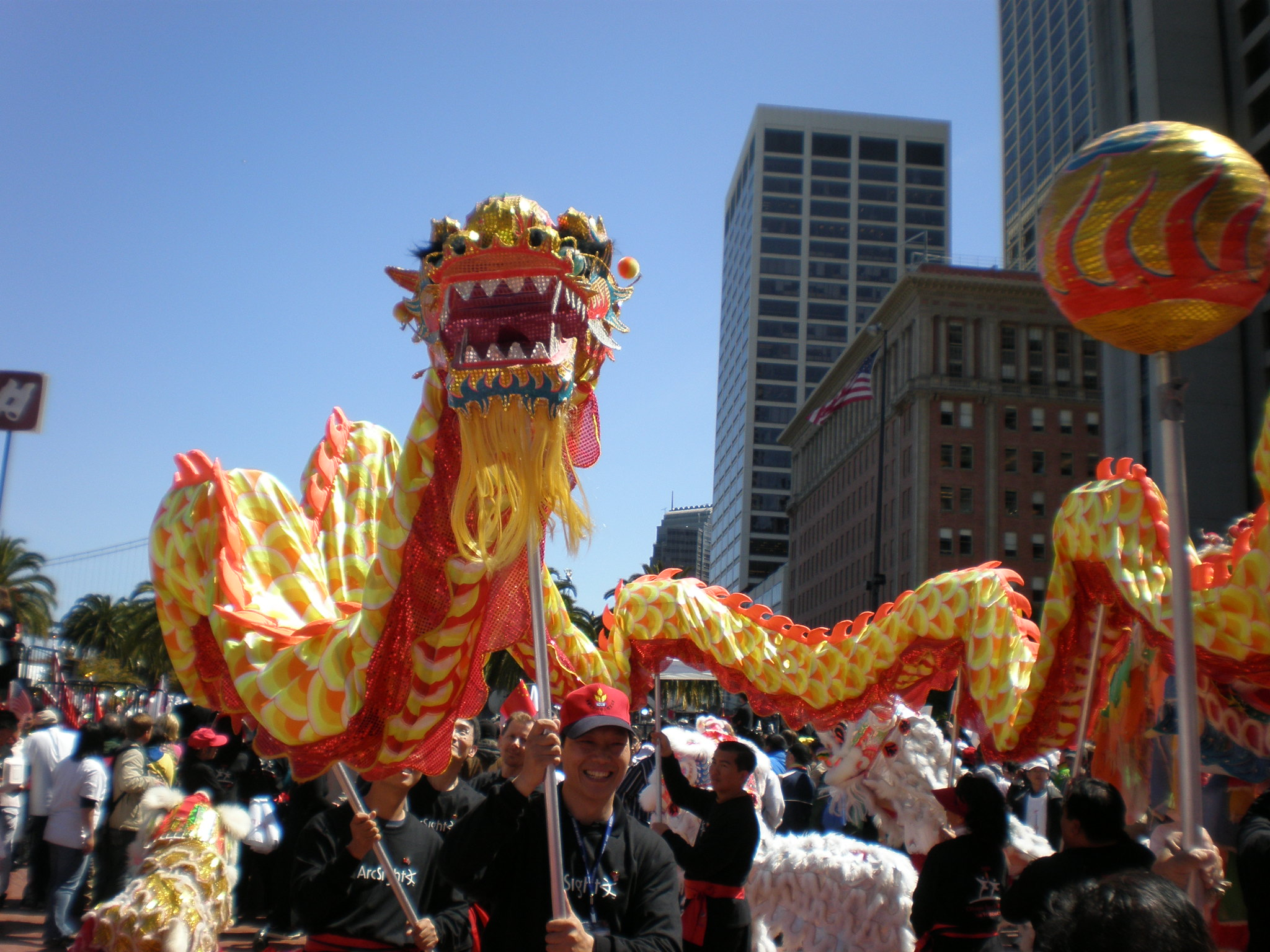
Chinese draak bij drakendans

Een drakendans (Chinees: 舞龍; pinyin: wǔ lóng) is een bepaalde volksdans binnen de Chinese cultuur. Bij deze dans vormen een aantal mensen een lange Chinese draak, de voorste in de stoet draagt de kop van de draak en de rest vormt het lichaam. De draak kan van verschillende materialen, zoals hout, stof en crêpepapier, zijn gemaakt.
De drakendans wordt vaak bij feesten zoals het Chinees nieuwjaar gedanst, normaal gesproken buiten, vanwege de lengte van de draak. Verkeer kan door de slingerende draak worden belemmerd. De draak verdrijft symbolisch boze geesten, net zoals het lawaai van vuurwerk dat doet. Met nieuwjaar wordt ook de leeuwendans vaak gedanst.
Met name doordat Chinese minderheden in vele landen wonen, en doordat de dans sterk opvalt, heeft deze wereldwijd bekendheid gekregen.

## Sport
De Drakendans is een sport tijdens de Aziatische Indoorspelen. Als sport wordt de draak sierlijk op de maat van trommels en ander slagwerk bewogen. De draak wordt dan bewogen door negen personen die allemaal een stok dragen waaraan de draak bevestigd zit. Een persoon loopt voor de groep uit en geeft de bewegingen aan.